# Evi Goffin
Evi Goffin (Antwerpen, 27 februari 1981) is een Belgische zangeres en presentatrice. Ze is vooral bekend geworden als lid van de groep Lasgo, waar ze van 2001 tot 2008 zangeres bij was.

## Levensloop
Goffin zette haar eerste stapjes in de showbizz in de winter van 1999. Ze doet dit onder de artiestennaam Medusa. Dan brengt ze met de groep Fiocco het nummer Miss you uit. De eigenlijke zangeres van Fiocco, An Loomans, was in het nummer zelfs niet te horen. Het nummer stond enkele weken genoteerd in de Ultratop 50. Later in '99 nam Goffin alias Medusa deel aan Eurosong, de preselectie voor het Eurovisiesongfestival 1999. Via een wildcard komt ze rechtstreeks in de finale te staan. Het nummer dat ze zingt is Into my life en werd geschreven door Stefan Wuyts, een bekende Belgische danceproducer. Uiteindelijk werd Medusa achtste en laatste.
Op de TMF Awards 1999 werd Goffin (toen nog steeds als Medusa) voorgesteld als de nieuwe zangeres van 2 Fabiola. Ze volgde Zohra op, die toen liever solo wilde gaan. Het eerste nummertje dat 2 Fabiola featuring Medusa uitbracht was een dance-cover van New Year's Day van U2. De tweede single van de groep is een eigen creatie. Het nummer heet Summer in space. Het was een iets harder dancenummer waardoor het niet veel airplay kreeg en het ook geen grote hit werd. Hiermee kwam er een eind aan 2 Fabiola featuring Medusa. Goffin gebruikte sindsdien ook nooit meer de artiestennaam Medusa en 2 Fabiola bracht tot 2008 geen nummer meer uit.
Het grote succes kwam er in 2001 met Lasgo. Deze groep was samengesteld uit haarzelf (zangeres), Peter Luts en Dave McCullen (allebei producers). Goffin was lid van de groep tot en met 2008. Ze stapte officieel op om voor haar twee kinderen te zorgen maar later bekende ze dat ze na een aantal conflicten met haar management opstapte. Ze was eigenlijk al uit de groep gestapt in 2006, maar lag nog onder contract tot 2008. Ze moest dit gedurende deze tijd ook verzwijgen.
Op 1 mei 2009 begon Goffin als presentatrice bij het de digitale zender Gunktv. Op 6 januari 2011 ruilde ze de zender in voor GameNuts, net zoals tal van andere voormalige Gunkpresentatoren voor haar.
In 2013 stapte ze in De Grietjes, een muziekgroepje met Isabelle A en Anneke van Hooff. Deze groep verliet zij in 2014.
Goffin kreeg in 2005 een zoon. Doordat zij met zwangerschapsverlof was, werd ze bij Lasgo tijdelijk vervangen door de zanger Dave Beyer. Ze werd daarna nog tweemaal moeder.